# Europapokal der Landesmeister (Handball) 1971/72
Am Europapokal der Landesmeister 1971/72 nahmen 22 Handball-Vereinsmannschaften aus 21 Ländern teil. Diese qualifizierten sich in der vorangegangenen Saison in ihren Heimatländern für den Europapokal. Bei der 12. Austragung des Wettbewerbs konnte mit Partizan Bjelovar zum ersten Mal eine Mannschaft aus Jugoslawien den Pokal gewinnen.

## 1. Runde
|                      | Gesamt |                          | Hinspiel | Rückspiel |
| -------------------- | ------ | ------------------------ | -------- | --------- |
| SoIK Hellas          | 27:24  | TSV St. Otmar St. Gallen | 18:13    | 09:11     |
| HV Sittardia Sittard | 38:23  | HB Dudelange             | 17:10    | 21:13     |
| MAI Moskau           | 42:36  | WKS Grunwald Poznań      | 25:16    | 17:21     |
| Oppsal IF Oslo       | 36:26  | BM Granollers            | 20:10    | 16:16     |
| FH Hafnarfjörður     | 33:26  | US Ivry HB               | 18:12    | 15:14     |
| UK-51 Helsinki       | (1)    | Hapoel Petach Tikwa      | 17:21    | -:-       |

Durch ein Freilos zogen Genovesi Rom, Partizan Bjelovar, Grün-Weiß Dankersen, Inter Herstal, Tschernomorez Burgas, Sporting Lissabon, Efterslægtens BK Kopenhagen, ASK Salzburg, TJ Tatran Prešov und Titelverteidiger VfL Gummersbach direkt in das Achtelfinale ein.

## Achtelfinale
|                             | Gesamt |                      | Hinspiel | Rückspiel |
| --------------------------- | ------ | -------------------- | -------- | --------- |
| Efterslægtens BK Kopenhagen | 43:28  | ASK Salzburg         | 27:12    | 16:14     |
| MAI Moskau                  | 25:22  | Grün-Weiß Dankersen  | 12:11    | 13:11     |
| FH Hafnarfjörður            | 30:21  | UK-51 Helsinki       | 13:10    | 17:11     |
| VfL Gummersbach             | 58:26  | Sporting Lissabon    | 38:60    | 20:20     |
| Partizan Bjelovar           | 73:20  | Genovesi Rom         | 43:11    | 30:90     |
| Oppsal IF Oslo              | 40:30  | Tschernomorez Burgas | 24:15    | 16:15     |
| SoIK Hellas                 | 52:21  | Inter Herstal        | 25:12    | 27:90     |
| TJ Tatran Prešov            | 34:25  | HV Sittardia Sittard | 10:90    | 24:16     |

## Viertelfinale
|                             | Gesamt |                  | Hinspiel | Rückspiel |
| --------------------------- | ------ | ---------------- | -------- | --------- |
| Efterslægtens BK Kopenhagen | 27:42  | TJ Tatran Prešov | 14:18    | 13:24     |
| MAI Moskau                  | 55:22  | SoIK Hellas      | 13:90    | 12:90     |
| Oppsal IF Oslo              | 31:32  | VfL Gummersbach  | 18:13    | 13:19     |
| Partizan Bjelovar           | 55:22  | FH Hafnarfjörður | 28:14    | 27:80     |

## Halbfinale
|                   | Gesamt |                  | Hinspiel | Rückspiel |
| ----------------- | ------ | ---------------- | -------- | --------- |
| Partizan Bjelovar | 32:31  | MAI Moskau       | 21:14    | 11:17     |
| VfL Gummersbach   | 30:24  | TJ Tatran Prešov | 12:50    | 18:19     |

## Finale
Das Finale fand am 19. Februar 1972 in der Dortmunder Westfalenhalle statt.
|                   | Ergebnis |                 |
| ----------------- | -------- | --------------- |
| Partizan Bjelovar | 19:14    | VfL Gummersbach |

Partizan Bjelovar: Boris Bradić, Željko Nimš – Miroslav Pribanić (5/3), Hrvoje Horvat (4/1), Albin Vidović (3), Vladimir Smiljanić (3), Marijan Jakšeković (2), Žvonko Jandroković (2), Nedjeljko Prodanić, Nikola Hasan, Ivan Đuranec, Josip Pećina.
Trainer: Željko Seleš
VfL Gummersbach: Klaus Kater – Hansi Schmidt (5), Jochen Brand (3), Klaus Schlagheck (3), Ullrich Ufer (2), Helmut Keller (1), Bruno Zay, Gerhard Leiste, Jochen Feldhoff, Klaus Westebbe, Uwe Braunschweig.
Trainer: Đorđe Vučinić
Schiedsrichter:   Poul Ovdal, Jack Falk Rodil